# Geboltskirchen
Geboltskirchen  ist eine Gemeinde in Oberösterreich im Bezirk Grieskirchen im Hausruckviertel mit 1470 Einwohnern (Stand 1. Jänner 2024).

## Geografie
Geboltskirchen ist auf drei Seiten von bewaldeten Hügeln umschlossen und liegt auf 555 m Höhe im Hausruckviertel. Die Ausdehnung beträgt von Nord nach Süd 5,5 km, von West nach Ost 5,4 km. Die Gesamtfläche beträgt 17,3 km². 32,9 % der Fläche sind bewaldet, 57,2 % der Fläche sind landwirtschaftlich genutzt.
Folgende Bäche fließen im Gemeindegebiet von Geboltskirchen: Trattnach, Entererbach, Furtbach, Geißbach, Sickingerbachl, Trattnach-Bach, Aigner-Bach, Sommerbach und der Brunauer Bach.

### Gemeindegliederung
Das Gemeindegebiet umfasst folgende 29 Ortschaften (in Klammern Einwohnerzahl Stand 1. Jänner 2024):
- Aigen (80)
- Arming (35)
- Aspet (48)
- Bergham (27)
- Brunau (27)
- Buchet (9)
- Erlet (41)
- Geboltskirchen (456)
- Gschwendt (51)
- Holzhäuseln (5)
- Langau (10)
- Leithen (46)
- Lucka (12)
- Marschalling (51)
- Niederentern (62)
- Oberentern (50)
- Odelboding (20)
- Piesing (81)
- Polzing (91)
- Reitting (13)
- Roßwald (18)
- Scheiben (48)
- Stein (20)
- Thalham (15)
- Trattnach (19)
- Traunhof (29)
- Wiesing (41)
- Wilding (48)
- Zeißerding (17)

Die Gemeinde besteht aus den Katastralgemeinden Geboltskirchen und Niederentern.
Zuvor beim Gerichtsbezirk Haag am Hausruck, gehört die Gemeinde seit 2003 zum Gerichtsbezirk Grieskirchen.

### Nachbargemeinden
|                                     | Haag am Hausruck                            | Weibern                                 |
| Eberschwang (Bez. Ried im Innkreis) | Kompassrose, die auf Nachbargemeinden zeigt | Gaspoltshofen                           |
|                                     | Ottnang am Hausruck (Bez. Vöcklabruck)      | Wolfsegg am Hausruck (Bez. Vöcklabruck) |

## Geschichte

### Ortsgeschichte
Ursprünglich im Ostteil des Herzogtums Bayern liegend, gehörte der Ort seit dem 12. Jahrhundert zum Herzogtum Österreich. Um 1150 wurde der Ort als „Gerbrulteskirch“ erstmals erwähnt. Seit 1490 wird er dem Fürstentum Österreich ob der Enns zugerechnet.
Außer dem Edelsitz Geboltskirchen bestand hier im Mittelalter auch der Sitz Oberbergham in der Ortschaft Bergham. Tobias Nütz von Goisernburg, welcher aus einer 1655 in den Freiherrenstand erhobenen Familie stammte, die im 15. und 16. Jahrhundert landesfürstliche Lehen in Bad Ischl und Bad Aussee innehatte, erwarb um 1640 den bei Geboltskirchen gelegenen Burgstall Oberbergham. Da dieser Sitz stark verfallen war, erhielt Nütz 1643 die Erlaubnis, ein neues Schloß in Plötzenedt bei Ottnang am Hausruck zu errichten und den Namen des Anwesens in „Oberbergham“ zu ändern. Der daraufhin in Plötzenedt neu errichtete Sitz ist in Georg Matthäus Vischers Topographie von 1674 abgebildet.
Während der Napoleonischen Kriege war der Ort Geboltskirchen mehrfach besetzt. Seit 1918 gehört der Ort zum Bundesland Oberösterreich. Nach dem Anschluss Österreichs an das Deutsche Reich am 13. März 1938 gehörte der Ort zum Gau Oberdonau. Nach 1945 erfolgte die Wiederherstellung Oberösterreichs.
Ende des 18. Jahrhunderts wurde Braunkohle entdeckt. Der Abbau erreichte Ende des 19. Jahrhunderts den Höhepunkt, damals war ein Drittel der Bevölkerung im Kohlebergbau beschäftigt. 1963 wurde der Abbau eingestellt.

### Einwohnerentwicklung
| Jahr | Einwohnerzahlen |
| ---- | --------------- |
| 1817 | 1.263           |
| 1823 | 1.219           |
| 1883 | 1.241           |
| 1891 | 1.342           |
| 1900 | 1.533           |
| 1910 | 1.709           |
| 1917 | 1.742           |
| 1923 | 1.822           |
| 1934 | 1.742           |

| Jahr | Einwohnerzahlen |
| ---- | --------------- |
| 1943 | 1.706           |
| 1955 | 1.425           |
| 1961 | 1.517           |
| 1971 | 1.370           |
| 1981 | 1.416           |
| 1991 | 1.422           |
| 2001 | 1.410           |
| 2011 | 1.436           |
| 2015 | 1.414           |

## Kultur und Sehenswürdigkeiten
- Burg Polzing

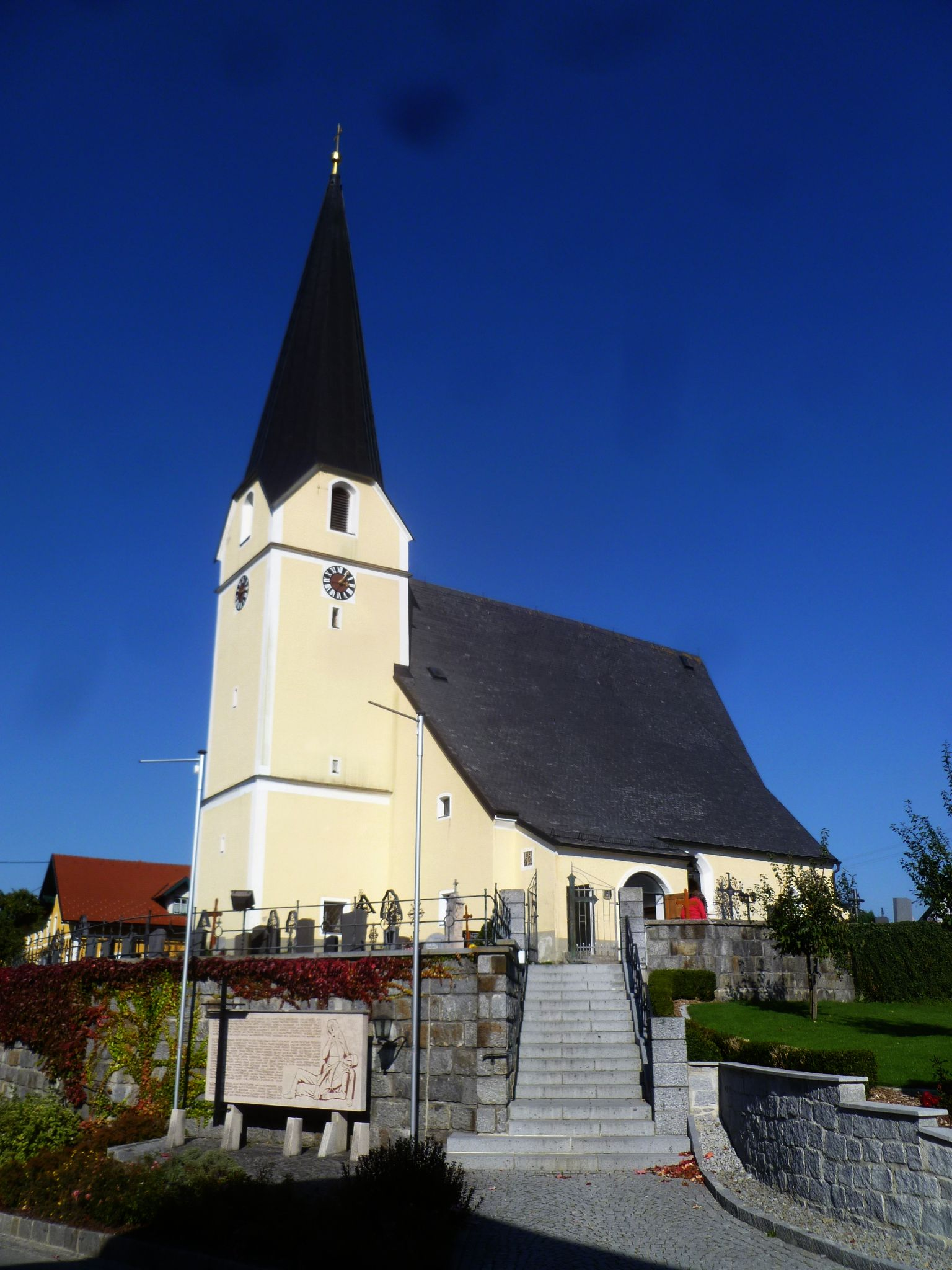
Pfarrkirche Geboltskirchen

- Ehemaliger Edelsitz Geboltskirchen
- Katholische Pfarrkirche Geboltskirchen hl. Nikolaus

- Landeskrippenbauschule: Jedes Jahr um den 8. Dezember findet im Pfarrheim Geboltskirchen die große Ausstellung der Krippenfreunde statt: alle hier ausgestellten Krippen sind im betreffenden Jahr in den Krippenbaukursen entstanden. 50 Krippenbauer basteln zweimal wöchentlich in der OÖ. Landeskrippenbauschule Geboltskirchen – ob orientalische oder heimatliche Krippen, Wurzelkrippen, Fensterkrippen oder eine Krippe für die Pfarrkirche. Erfahrene Krippenbaumeister unterstützen sie dabei. Als „Vater“ des Krippenbaus in und um Geboltskirchen gilt Josef Ahammer. Er hielt 1999 den ersten Krippenbaukurs in Geboltskirchen ab. 2003 wurde ein Krippenverein gegründet und 2006 die Landeskrippenbauschule eröffnet, die sich im Dachgeschoß der Volksschule befindet. Die Ausbildung dauert vier Jahre und endet mit einer Meisterprüfung. Seit 2007 wird die Schule von Krippenbaumeister Wolfgang Seiringer geleitet. Ganzjährig werden auch Führungen durch die Landeskrippenbauschule angeboten. Im Vorraum der Schule befindet sich die Ahammer-Landschaftskrippe – eine 10 m² große heimatliche Krippe im Ebenseer Stil, die in 15-jähriger Bauzeit entstand.[5]

- Ursprung der Trattnach mit Naturerlebnisweg in der Ortschaft Scheiben.[6]

## Wirtschaft und Infrastruktur
Geboltskirchen ist eine ländliche Wohngemeinde. Im Jahr 2010 waren 58 der 75 landwirtschaftlichen Betriebe Haupterwerbsbauern. Von 2001 bis 2011 nahm die Anzahl der Beschäftigten in der Landwirtschaft von 71 auf 53 ab, der Rückgang im produktiven Sektor war von 49 auf 22. Zugenommen haben die Beschäftigten im Dienstleistungssektor von 126 auf 178.

### Kohlebahn Scheiben
Auf den Schienen der ehemaligen Kohlebahn werden Draisinenfahrten angeboten. Das alte Bahnhofsgebäude zeigt Dokumentationen zum Kohleabbau, am Stolleneingang sind eine Grubenlok mit Hunt zu besichtigen.

### Verkehr
Geboltskirchen ist nur durch eine Landesstraße erreichbar, die im Westen über einen 725 Meter hohen Pass beim Sulzberg führt. Im Nordosten führt die Innkreis Autobahn A8 vorbei, die nächste Auffahrt Geierau ist rund 8 Kilometer entfernt.

## Politik

### Gemeinderat
Der Gemeinderat hat 19 Mitglieder.
- Mit den Gemeinderats- und Bürgermeisterwahlen in Oberösterreich 2003 hatte der Gemeinderat folgende Verteilung: 9 ÖVP, 7 SPÖ, 2 ULG und 1 FPÖ.
- Mit den Gemeinderats- und Bürgermeisterwahlen in Oberösterreich 2009 hatte der Gemeinderat folgende Verteilung: 10 ÖVP, 5 SPÖ, 3 ULG und 1 FPÖ.
- Mit den Gemeinderats- und Bürgermeisterwahlen in Oberösterreich 2015 hatte der Gemeinderat folgende Verteilung: 9 ÖVP, 5 SPÖ, 3 FPÖ und 2 ULG.
- Mit den Gemeinderats- und Bürgermeisterwahlen in Oberösterreich 2021 hat der Gemeinderat folgende Verteilung: 8 ÖVP, 5 SPÖ, 3 GRÜNE und 3 FPÖ.[12][13]

### Bürgermeister
- 1979 Hermann Pramendorfer (ÖVP)
- 1996–2014 Alois Kastner (ÖVP)
- 2014–2015 Franz Zöbl (ÖVP)
- seit 2015 Friedrich Kirchsteiger (SPÖ) mit Direktwahl

### Wappen

Wappen der Zärtl in Siebmachers Wappenbuch

Blasonierung: Über drei goldenen Spitzen im Schildfuß in Rot zwei goldene, aufrechte, verschlungene, mit den Köpfen einander zugewandte, gekrönte Schlangen. Die Gemeindefarben sind  Gelb-Rot.
Das 1975 verliehene Gemeindewappen übernimmt das seit 1478 nachweisbare Siegelbild der Zärtl, die von etwa 1450 bis 1566 im Besitz des Edelsitzes Geboltskirchen waren.

### Gemeindepartnerschaften
- seit 1986:  Gemeinde Linsengericht-Lützelhausen in Hessen[16]

## Persönlichkeiten

### Ehrenbürger der Gemeinde
- Alois Kastner († 2021), Bürgermeister von Geboltskirchen 1996–2014[17]

### Söhne und Töchter der Gemeinde
- Matthias Dallinger (1897–1979), Bergmann und Politiker (ÖVP)
- Siegfried Kreuzer (* 1949), Theologe und Universitätsprofessor
- Gottfried Hattinger (* 1950), Künstler und Ausstellungskurator

### Personen mit Bezug zur Gemeinde
- Hermann Pramendorfer (1933–2024), Politiker